# もしも明日が…。
「もしも明日が…。」（もしもあしたが）は、わらべの2枚目のシングル。1983年12月21日にフォーライフ・レコードから発売された。

## 概要
オリコンの集計では97.0万枚を売り上げ、わらべ最大のヒットシングルとなった。ミュージック・リサーチの集計では1984年内に約104.7万枚を売り上げている。前年にメンバーの高部知子がプライベートでの不祥事が元でグループを脱退し、のぞみ役が空席となった為、かなえ（倉沢淳美）・たまえ（高橋真美）による二人体制でリリースされた。ジャケットには、二人と共に見栄晴役の藤本正則が写っており、クレジットも正式には ″わらべ with KINDOKO FAMILY″ となっている。テレビ番組では、母親役の真屋順子もコーラスに加わる形で歌われることが多かった。
本作のヒットを受けて「もしも明日が…。音頭編」がわらべの3枚目のシングルとして1984年8月11日に発売された。

## 収録曲
- 両曲とも、作詞：荒木とよひさ　作曲：三木たかし

A面
もしも明日が･･･。 -（4:17）
編曲：佐藤準
- テレビ朝日系『欽ちゃんのどこまでやるの!』挿入歌
- 「わらべ with KINDOKO FAMILY」名義。

B面
昔、むかしは… -（3:54）
編曲：鈴木慶一

## 音頭編
ジャケットには振付のイラストがついており、倉沢（かなえ）、高橋（たまえ）のほか、藤本（見栄晴）、真屋（母）や小堺一機・関根勤（クロ子とグレ子）の顔写真も小さく掲載されている。

### 収録曲
作詞：荒木とよひさ、作曲：三木たかし、編曲：白井良明
A面
もしも明日が…。音頭編
B面
もしも明日が…。音頭編（カラオケ）

## アルバム
『もしも明日が』というタイトルで1984年3月5日に発売された。規格品番は28K-66。

### 収録曲
全作詞：荒木とよひさ、全作曲：三木たかし。
A面
もしも明日が -（4:17）
編曲：佐藤準
ここへおいでよ -（4:20）
編曲：佐藤準
レンゲ畑でいねむりしたら -（3:56）
編曲：三木たかし
涙のブランコ -（3:20）
編曲：後藤次利
黄色いボタン -（2:28）
編曲：鈴木慶一
B面
めだかの兄妹 -（3:20）
編曲：坂本龍一
野菜の詩（うた） -（3:22）
編曲：鈴木慶一
How to 悲しみのクッキング -（4:06）
編曲：佐藤準
昔、むかしは… -（3:54）
編曲：鈴木慶一
春風の郵便屋さん -（4:14）
編曲：坂本龍一

## カバー
- 大杉久美子、山野さと子、さとまさのり
  - 「運動会用レコード もしも明日が…/仔象の行進/ちっちゃなマリオネット〜パリのあやつり人形〜/ポン ポン ダリア」（規格品番：EE-3075）収録
- 太田裕美
  - 6枚組CD-BOX『太田裕美の軌跡〜First Quarter』収録。
- 新垣里沙（モーニング娘。）&兵藤ゆき
  - テレビ東京系『歌ドキッ!』にて歌唱。DVD『歌ドキッ! POP CLASSICS Vol.12』収録
- 永井みゆき（1994年）
  - アルバム『全曲集'95〜応援歌でヨイショ』収録
- まゆのり（2003年）
  - アルバム『けんたろうとミクのワイワイキッズ ワイワイキッズ♪最新ベストソング おきにいり』収録
- 坂本冬美＆藤あや子（2012年）
  - アルバム『もしも明日が〜三木たかしトリビュート〜』収録
- 金瑞瑶（中国語版）（1985年）
  - アルバム『驛』収録
- 偶像少女隊（焦小燕、張靜雲、潘建華）（1986年）
  - 中国語版「明天与今天」、アルバム『偶像少女隊』収録
- 開心少女組（中国語版）（1985年7月）
  - 広東語版「明天」、アルバム『開心樂園』収録
- 孫明光（1986年1月）
  - 広東語版「戀愛偶像」、アルバム『華星影視新節奏(第三輯)』収録
- ビクトリア・チャン（中国語版）（1993年）
  - 広東語版「如果明天」、アルバム『如果明天』収録
- 真白清美 (CV:其原有沙)（2023年）
  - 配信シング

## 絵本
- 『講談社のこどもテレビブック ムーとミー うたのえほん「もしも明日が…」』
  - 企画：テレビ朝日ミュージック、制作：スタジオぴえろ、編集協力：童夢。講談社、1984年4月5日、ISBN 4061085832（ISBN 978-4-06-108583-1）。